# كريستين ألدرسون
كريستين ألدرسون (بالإنجليزية: Christine Alderson)‏ هي منتجة أفلام بريطانية، ولدت في أغسطس 1967.

## وصلات خارجية
- كريستين ألدرسون على موقع IMDb (الإنجليزية)
- كريستين ألدرسون على موقع قاعدة بيانات الفيلم (الإنجليزية)
- كريستين ألدرسون على موقع كينوبويسك (الروسية)